# John Abercrombie (músico)
John Abercrombie (Port Chester, 16 de dezembro de 1944 – 22 de agosto de 2017) foi um guitarrista de jazz estadunidense. Além de seu trabalho solo, também era conhecido por suas parcerias com Billy Cobham, Jack DeJohnette, Michael Brecker e Randy Brecker. Abercrombie gravou principalmente pelo selo ECM de Manfred Eicher, e seu estilo fica entre o jazz fusion e o post-bop.
Abercrombie graduou-se em 1967 pela Faculdade Berklee de Música, em Boston. Anos depois, em 1998, a Faculdade o premiou com o Distinguished Alumni Award (prêmio para alunos notáveis). As primeiras gravações de sucesso de Abercrombie foram dois álbuns com a banda de jazz-rock Dreams em 1970. 
Grupos liderados ou co-liderados por Abercrombie incluem:
- Gateway, com o baixista Dave Holland e o baterista Jack DeJohnette (na metade dos anos 1970s, e de novo nos anos 1990);
- um duo com o guitarrista Ralph Towner (iniciando nos anos 1970, e voltando occasionalmente durante os 1990);
- um quarteto com o pianista Richie Beirach, o baixista George Mraz e o baterista Peter Donald (do final dos anos 1970 ao início dos 1980);
- um trio com o baixista Marc Johnson e o percussionista Peter Erskine (da metade dos anos 1980 ao início dos 1990);
- um trio com o organista Dan Wall e o baterista Adam Nussbaum (anos 1990);
- um quarteto com o violinista Mark Feldman, o baixista Marc Johnson e o baterista Joey Baron (a partir de 2000).

Abercrombie morreu de insuficiência cardíaca em 22 de agosto de 2017.

## Discografia

### Como músico principal
- Timeless (1974), com Jack DeJohnette e Jan Hammer
- Characters (1977), solo
- Arcade (1978), quarteto com Richie Beirach
- Straight Flight (1979), com George Mraz e Peter Donald
- Abercrombie Quartet (1979), quarteto com Richie Beirach, George Mraz e Peter Donald
- M (1980), quarteto com Richie Beirach, George Mraz e Peter Donald
- Solar (1982), com John Scofield, George Mraz e Peter Donald
- Night (1984), com Jack DeJohnette, Jan Hammer e Mike Brecker
- Current Events (1985), com Marc Johnson e Peter Erskine
- Jazzvisions: All Strings Attached (06-1987) with Larry Carlton, Larry Coryell, Tal Farlow, Billy Hart e John Patitucci
- Getting There (1987), com Marc Johnson, Peter Erskine e Mike Brecker
- Abracadabra (1987), com Jeff Palmer e Adam Nussbaum
- John Abercrombie/Marc Johnson/Peter Erskine (1988), ao vivo
- Animato (1989), com Vince Mendoza, Jon Christensen e Judd Miller
- While We're Young (1992), com Dan Wall e Adam Nussbaum
- November (1992), com Marc Johnson, Peter Erskine e John Surman
- Nick Vollebreg's Jazzcafe (1994), com Hein Van de Geyn e Joe LaBarbera
- Speak of the Devil (1994), com Dan Wall e Adam Nussbaum
- Tactics (1996), com Dan Wall e Adam Nussbaum
- Open Land (1999), com Dan Wall, Adam Nussbaum, Kenny Wheeler, Joe Lovano e Mark Feldman
- Speak Easy(1999), com Jarek Smietana, Harvie Swartz e Adam Czerwinski
- Cat 'n' Mouse (2000), com Mark Feldman, Marc Johnson e Joey Baron
- Three Guitars, com Larry Coryell e Badi Assad
- Class Trip (2003), com Mark Feldman, Marc Johnson e Joey Baron
- Structures (2006), trio com Eddie Gomez e Gene Jackson
- Farewell (2006), com George Mraz, Andy Laverne e Adam Nussbaum
- The Third Quartet (2006), com Mark Feldman, Marc Johnson e Joey Baron
- Wait Till You See Her (2009), com Mark Feldman, Thomas Morgan e Joey Baron

### Como músico acompanhante
com a banda Gateway
- Gateway (1975)
- Gateway 2 (1977)
- Homecoming (1994)
- In the Moment (1995)

com Collin Walcott
- Cloud Dance (1976)

com Henri Texier
- Colonel Skopje (1988; 1995)

com Ralph Towner
- Sargasso Sea (1976)
- Five Years Later (1981)

com Andy LaVerne
- Nosmo King (1994)
- Now It Can Be Played (1995)
- Where We Were (1996)
- A Nice Idea (2006)

com Kenny Wheeler
- Deer Wan (1977)
- Music for Large & Small Ensembles (1990)
- The Widow in the Window (1990)
- It Takes Two! (2006)

com Marc Copland
- Second Look (1996)
- That's For Sure (2002)
- ...And (2002)
- Brand New (2004)

com Jeff Palmer
- Ease On (1993)
- Island Universe (1994)
- Shades of the Pine (1994)
- Bunin the Blues (2001)

com Lonnie Smith
- Afro Blue (1993)
- Purple Haze: Tribute to Jimi Hendrix (1995)
- Foxy Lady: Tribute to Jimi Hendrix (1996)

com Charles Lloyd
- Voice in the Night (1999)
- The Water is Wide (2000)
- Hyperion with Higgins (2001)
- Lift Every Voice (2002)

com outros
- Stark Reality Discovers Hoagy Carmichael's Music Shop (1970), com Stark Reality
- Mourner's Rhapsody (1974), com Czesław Niemen
- New Rags (1977), com Jack DeJohnette
- New Directions (1978), com Jack DeJohnette
- Un Poco Loco (1979), com Bobby Hutcherson
- Eventyr (1980), com Jan Garbarek e Nana Vasconcelos
- Drum Strum (1982), com George Marsh, relançado como Upon a Time Album of Duets (1994)
- Solar (1983), com John Scofield
- Witchcraft (1986), com Don Thompson
- Emerald City (1987), com Richie Beirach
- Landmarks (1991), com Joe Lovano e participações de Ken Werner, Marc Johnson e Bill Stewart
- Double Variations (1990), com Tim Brady
- Brooklyn Blues (1991), com Danny Gottlieb e participações de Jeremy Steig, Gil Golstein e Chip Jackson
- Electricity (1994), com Bob Brookmeyer e WDR Big Band
- Bush Crew (1995), com Les Arbuckle, Mike Stern, Essiet Okon Essiet e Victor Lewis
- Standard Transmission (1997), com Pat LaBarbera, Jim Vivian e Jacek Kochan
- Off the Wall (1997) (com o pseudônimo de Lester LaRue), com Dan Wall
- The Hudson Project (2000), com Peter Erskine, John Patitucci e Bob Mintzer
- Animations (2003), com John Basile
- As We Speak (2006), com o Mark Egan trio e Danny Gottlieb
- Baseline: The Guitar Album (2007), com Hein Van De Geyn
- Topics (2007), com John Ruocco
- Robert Balzar Trio: Tales (2006-2008)
- The Hour of Separation (2010), com Joseph Tawadros